# Fusarium oxysporum f. sp. lycopersici
Fusarium oxysporum f.sp. lycopersici es un forma especializada de este hongo fitopatógeno que provoca fusariosis. Es un gran problema para muchas variedades de tomatera (Solanum lycopersicum). En laboratorio, la mayoría de los medios de cultivo que infectamos para su crecimiento adquieren una coloración de violácea a blanquecina excepto en el medio Medio King B (Agar para Pseudomonas F)

## Razas y cepas
Hasta el momento se conocen 3 razas que varían según su virulencia a las variedades de tomate con genes I de Inmunidad (I-1, I-2, I-3),  que median en el reconocimiento del patógeno e inducción de una respuesta hipersensible por ácido salicílico, jasmónico y etileno, que producen cambios en las células parenquimáticas adyacentes al xilema implicadas en la defensa basal antes mencionada y desencadenan la formación de proteínas relacionadas con la patogénesis.
Pero pueden volverse susceptibles debido a los cambios fisiológicos de la raíz consecuencia del ataque por nematodos agalladores. Así como temperaturas superiores a 27 °C con humedad relativa baja y pH del suelo alrededor de 5-5,6 favorecen la infección del patógeno.
Las cepas no patogénicas no llegan a colonizar la estela, forma de los haces/tejidos vasculares mientras que las patogénicas si, además en los inicios de la infección hay mayor colonización de la corteza y mayor cantidad de muerte apical debido a la mayor virulencia. Ambas pueden son saprofitas en ausencia de huésped.

## Síntomas
Los síntomas iniciales de la parte aérea son  el marchitamiento diurno y recuperación nocturna, y en hojas amarilleamiento, oscurecimiento, encrespamiento y caída seguido de un marchitamiento general.

## Forma de infección
La infección inicial se produce por la raíz y coloniza el tallo hasta provocar síntomas visibles en la parte aérea y finalmente la muerte. Mas en detalle, el patógeno penetra en la raíz inter e intracelularmente por medio de estructuras de infección especializadas y secreción de enzimas líticas y fitotoxinas mediadas por activación de proteínas G, AMPc y MAPK, formando una densa red de hifas en la superficie radicular. El tomate tras detectarlo, activa defensas como la producción de geles, calosas y tilosas principalmente en la hipodermis y corteza así como desprendiendo de células del ápice para que no lo colonice. El patógeno tras eliminar las defensas basales, libera enzimas, proteínas, péptidos y microconidios infectivos al xilema que favorecen la colonización con el objetivo de llegar a las células parenquimáticas y xilemáticas siguiendo la colonización a lo largo del xilema hasta el tallo y hojas.

## Medios de transmisión
Se suele propagar a las semillas de tomate entre otros  vectores por manos de trabajadores contaminadas. Las semillas de plantas infectadas también pueden estar infectadas. A largas distancias, los trasplantes también pueden transportar el hongo. Algunos brotes de enfermedades del tomate se relacionan con trasplantes de tomate que se cultivaron en bandejas de trasplante reutilizadas que estaban contaminadas.